# Финкельштейн, Дэвид
Дэвид Риц Финкельштейн (англ. David Ritz Finkelstein; 19 июля 1929, Нью-Йорк — 24 января 2016, Атланта) — американский физик-теоретик, основные работы которого посвящены общей теории относительности, квантовой теории поля, физике плазмы.

## Биография
Дэвид Риц Финкельштейн родился в Нью-Йорке 19 июля 1929 года. Он окончил Городской колледж Нью-Йорка с отличием по физике и математике, а в 1953 году защитил докторскую диссертацию, выполненную в Массачусетском технологическом институте под руководством Феликса Виллара. Работал в Технологическом институте Стивенса в 1953—1960 годах, затем до 1976 года — в Иешива-университете, а потом и до конца жизни — в Технологическом институте Джорджии (в последние годы в звании почётного профессора).
В 1965 году, в разгар движения за гражданские права, Финкельштейн занимал временную позицию приглашённого исследователя на физическом факультете колледжа Тугалу, исторически чёрного учебного заведения в штате Миссисипи; здесь он трудился над расширением изучения физики студентами этого вуза и участвовал в организации местного общественного радио. В 1979 году учёный недолгое время был главой физического факультета Технологического института Джорджии, однако оказался не слишком удачным администратором и вновь сосредоточился на научной работе.
Финкельштейн продолжал исследования вплоть до своей смерти от идиопатического лёгочного фиброза.

## Научная деятельность
В середине 1950-х годов Финкельштейн одним из первых обратил внимание на топологические эффекты в теории относительности и квантовой теории поля, что привело его к исследованию таких объектов, как кинки и чёрные дыры. Так, в 1955 году он указал на возможность идентифицировать топологические дефекты с квантовыми состояниями, имеющими спин 1/2, и высказал предположение, что все физические переменные могут иметь топологическое происхождение. В 1958 году Финкельштейн при анализе свойств метрики Шварцшильда обнаружил явление, которое назвал «однонаправленной мембраной» и которое в настоящее время носит название чёрной дыры. Эта работа привлекла внимание таких учёных, как Лев Ландау, Роджер Пенроуз и Джон А. Уилер, и способствовала началу активного исследования этих необычных объектов. К этой же работе восходит появление известных в общей теории относительности координат Эддингтона — Финкельштейна. Впоследствии совместно с Чарльзом Мизнером и Джулио Рубинштейном (Julio Rubinstein) Финкельштейн исследовал кинки, разновидность частиц, обладающих топологическим зарядом.
Финкельштейн одним из первых осознал роль квантового вакуума и приступил к исследованию солитонных решений в квантовой теории. В 1962—1963 году учёный с соавторами сформулировал единую калибровочную теорию массивных векторных бозонов и безмассовых фотонов, ставшую предтечей электрослабой теории и механизма Хиггса. На протяжении всей жизни (и особенно в последний её период) Финкельштейн предпринимал попытки построить квантовую теорию пространства-времени и, таким образом, приблизиться к решению проблемы квантовой гравитации. Исходным пунктом ему виделось включение в математический аппарат теории квантовой логики.
В 1955—1971 годах Финкельштейн уделял много внимания проблемам физики плазмы, в том числе занимался экспериментальной работой. Вместе с Рубинштейном и Джеймсом Пауэллом он предложил теорию шаровой молнии, которую они описали как низкотемпературный солитон в потоке атмосферного электричества (блуждающий огонь святого Эльма).

## Основные публикации
- Finkelstein D. Internal Structure of Spinning Particles // Physical Review. — 1955. — Vol. 100. — P. 924—931. — doi:10.1103/PhysRev.100.924.
- Finkelstein D. Past-Future Asymmetry of the Gravitational Field of a Point Particle // Physical Review. — 1958. — Vol. 110. — P. 965—967. — doi:10.1103/PhysRev.110.965.
- Finkelstein D., Misner C.W. Some new conservation laws // Annals of Physics. — 1959. — Vol. 6. — P. 230—243. — doi:10.1016/0003-4916(59)90080-6.
- Finkelstein D., Jauch J.M., Schiminovich S., Speiser D. Foundations of Quaternion Quantum Mechanics // Journal of Mathematical Physics. — 1962. — Vol. 3. — P. 207—220. — doi:10.1063/1.1703794.
- Finkelstein D., Rubinstein J. Ball Lightning // Physical Review. — 1964. — Vol. 135. — P. A390—A396. — doi:10.1103/PhysRev.135.A390.
- Finkelstein D., Rubinstein J. Connection between spin, statistics, and kinks // Journal of Mathematical Physics. — 1968. — Vol. 9. — P. 1762—1779. — doi:10.1063/1.1664510.
- Finkelstein D., Powell J. Earthquake Lightning // Nature. — 1970. — Vol. 228. — P. 759—760. — doi:10.1038/228759a0.
- Finkelstein D.R. Quantum relativity: A synthesis of the ideas of Einstein and Heisenberg. — Springer, 1996.